# Hanneles Himmelfahrt
Hanneles Himmelfahrt – Traumdichtung in zwei Teilen ist ein Drama in zwei Akten von Gerhart Hauptmann. Die Uraufführung fand am 14. November 1893 im Königlichen Schauspielhaus Berlin statt. Die erste Buchveröffentlichung erfolgte im selben Jahr unter dem Titel Hannele Matterns Himmelfahrt. Das Stück vereint Züge des literarischen Naturalismus und der Neuromantik.

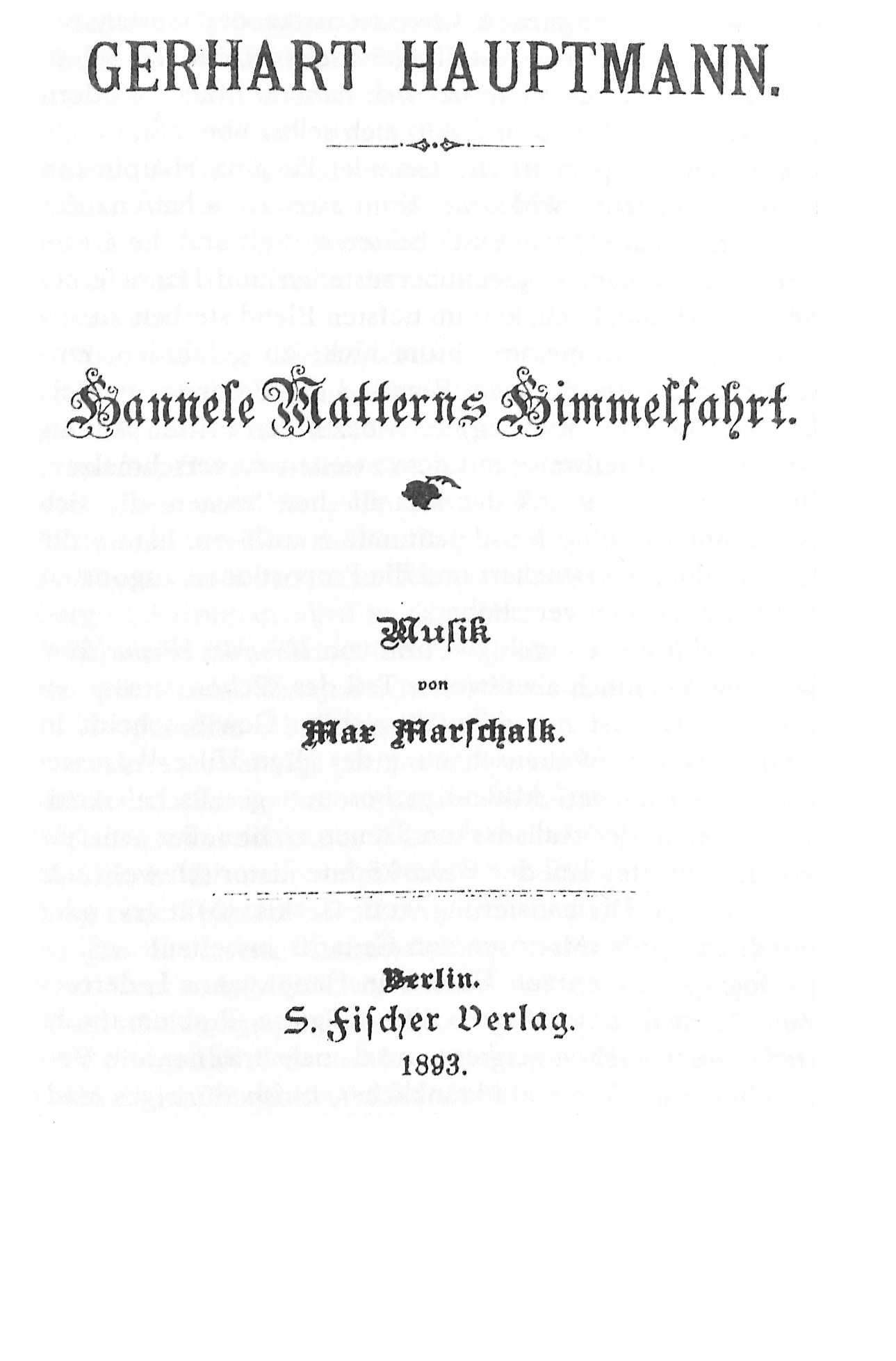
Hannele Matterns Himmelfahrt (1893)

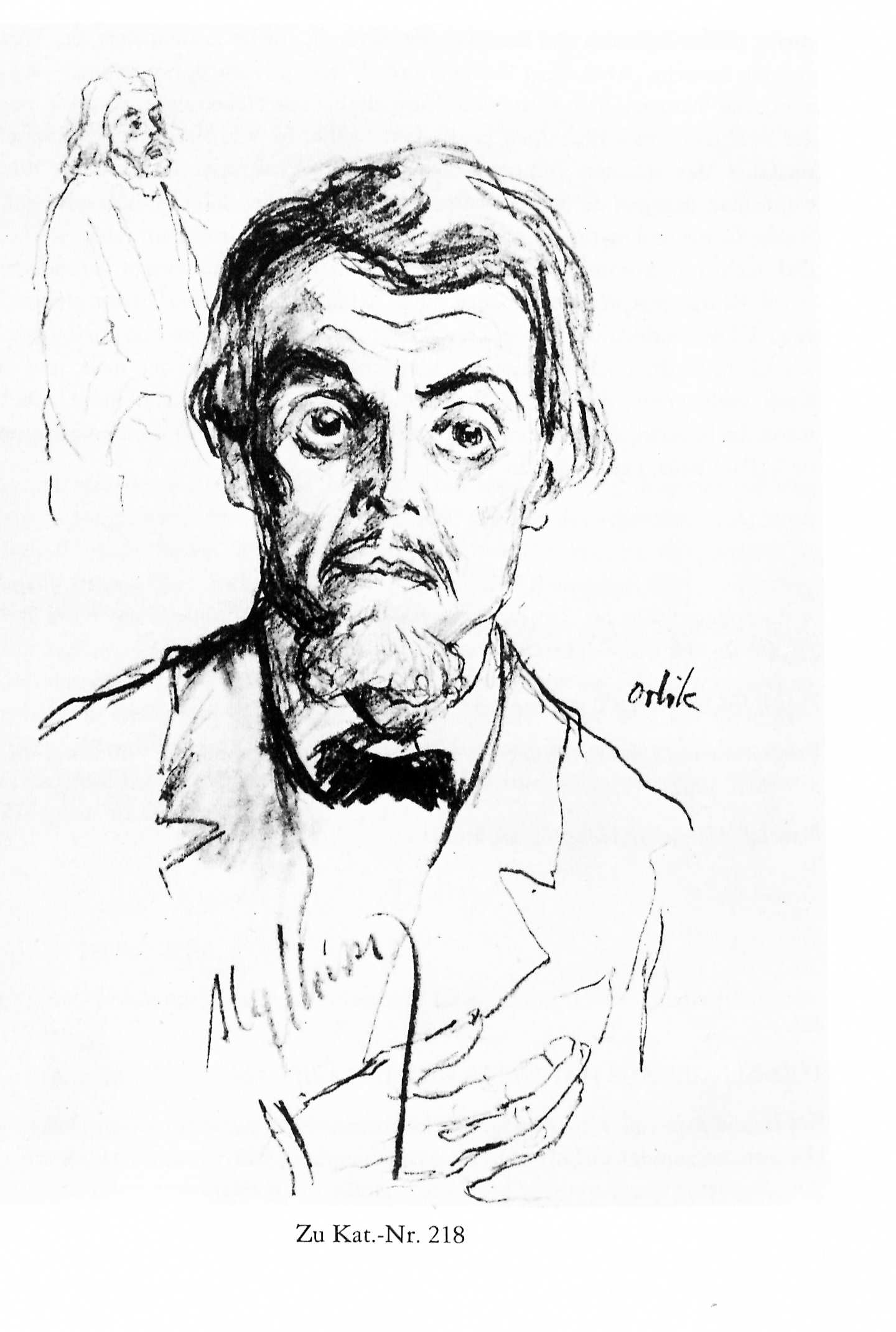
Emil Orlik: Alexander Moissi als Lehrer Gottwald. Volksbühne Berlin (1918)

## Inhalt
Das Drama Hanneles Himmelfahrt, das zunächst Hannele Matterns Himmelfahrt und bei der Uraufführung nur Hannele hieß, beschreibt das Sterben des 14-jährigen Mädchens Hannele. Nachdem das Mädchen ihre Mutter verloren hat, versucht sie sich aus entsetzlicher Angst vor dem Stiefvater, Maurer Mattern, der Hannele brutal misshandelt hat, zur Winterzeit im Dorfteich eines abgelegenen schlesischen Bergdorfes zu ertränken. Noch lebend wird sie herausgezogen. In ihrer letzten Stunde verfällt sie in einen Fiebertraum, in dem sich eine bunt zusammengewürfelte Gesellschaft um das Mädchen versammelt: Arzt, Amtsvorsteher, Lehrer, Arbeiter, eine zankende Schar von Heiminsassen, Engel, die tote Mutter. Wirklichkeit und Visionen vermischen sich. Zur Sprache kommen dabei die beängstigenden Erfahrungen beim gewalttätigen Stiefvater, die zarte Jugendliebe zum Lehrer Gottwald, die Erinnerung an Kindermärchen sowie schließlich der tiefe religiöse Glaube an ein schönes Sein nach dem Tod.

## Uraufführung
Unter der Intendanz von Hauptmanns Breslauer Jugendbekanntem Graf Bolko von Hochberg inszenierte Max Grube das Werk. Der Dramaturg Felix Hollaender hatte Hauptmann dazu geraten, den dritten Akt zu streichen und einen Teil in den zweiten Akt zu übernehmen. Die Titelrolle spielte Paula Conrad, den Lehrer Gottwald Adalbert Matkowsky. Max Marschalk komponierte die Bühnenmusik, Eugen Quaglio entwarf das Bühnenbild. Im Publikum waren auch André Antoine, der die Bühnenrechte für Frankreich erwarb, und der Übersetzer Jean Thorel, der das Stück dann zusammen mit Louis de Gramont übersetzte, das unter dem Titel Hannele Mattern. Rêve lyrique herauskam. Bei dem anschließenden geselligen Beisammensein war auch Marschalks achtzehnjährige Tochter Margarete anwesend, ab dato Hauptmanns Geliebte und spätere Ehefrau. Mit 18 Vorstellungen wurde die Inszenierung zu einem beachtlichen Erfolg.

## Rezeption
Vor der Premiere 1893 im Königlichen Schauspielhaus Berlin wurde auf Plakaten und Ankündigungstexten das Wort Himmelfahrt vermieden, da es von dem überwiegend christlich-konservativen Publikum als anstößig empfunden werden konnte. Hofnahe Kreise wollten das Stück verbieten lassen. Während ein Teil der Tagespresse den „naturalistischen“ Anfang ebenso wie das „symbolistisch-mystische“ Ende des Stücks kritisierte, rühmte Gustav Freytag die Bühnenkenntnis, mit der Hauptmann hier „etwas geschaffen hat, was nur ein echter Dichter, vielleicht nur einer aus dem Regierungsbezirke des Berggeistes Rübezahl ersinnen konnte. […] Am Verkehr mit Volk und Natur hat sich auch hier des Dichters Kunst gestärkt. Auch diese Dichtung wurzelt im Weh der Erde. Doch ihren Scheitel krönt Himmelslicht“ Auf die Berliner Uraufführung reagierte Fürst zu Hohenlohe-Schillingfürst, von 1894 bis 1900 Reichskanzler, mit der Bemerkung: „Ein gräßliches Machwerk, sozialdemokratisch-realistisch, dabei von krankhafter sentimentaler Mystik …“ Thomas Mann meinte dagegen: „Der Fieberhimmel des armen Hannele, was ist es anderes als naturalistische Pathologie, zur reinsten Dichtung erhoben?“ Bei einer der folgenden Inszenierungen in Dresden hatte im Februar 1894 der 24-jährige Ernst Barlach ein Schlüsselerlebnis. Er fand in dem Stück „lauterste, wunderbarste, innigste deutsche Poesie“.
1896 erhielt Hauptmann für Hanneles Himmelfahrt den Franz-Grillparzer-Preis.

## Buchausgaben
- Hannele Matterns Himmelfahrt. S. Fischer Verlag, Berlin 1893. Die Ausgabe von 1897 erschien mit dem Originaltitel des Dramas Hanneles Himmelfahrt.
- Hanneles Himmelfahrt. Traumdichtung in zwei Teilen (= Insel-Bücherei. 180). Insel Verlag, Leipzig 1942.

## Adaptionen: Filme und Oper
Der dänische Regisseur Urban Gad drehte 1922 einen Stummfilm mit Margarete Schlegel in der Rolle des Hannele Mattern. 1933/1934 wurde Hauptmanns Drama des Hannele in Berlin unter der Regie von Thea von Harbou mit Inge Landgut in der Hauptrolle verfilmt, produziert von Gabriel Levy, und im Februar 1934 in Bremen uraufgeführt. Der Tonfilm wich weit von der literarischen Vorlage ab, zum Beispiel, indem bekannte Märchenmotive in die Handlung eingefügt und ausgemalt wurden. Nach den Aufführungen in Bremen und Berlin reagierte die Presse mit überschwänglichen Kritiken. Im Berliner Film-Kurier wurde eine Parallele vom Leiden Hanneles zum Leiden des Hitlerjungen Quex in dem gleichnamigen nationalsozialistischen Propagandafilm gezogen.

„Wir wollen kein ‘proletarisches’ Hannele, aber wie wir den namenlosen Quex sahen, der sein Opfer litt, so suchen wir das namenlose schlesische Kind des Weberelends, damit wir opfern können.“

Der Filmhistoriker Oskar Kalbus verglich in seinem Band Vom Werden der deutschen Filmkunst (1935) Hauptmanns Drama mit dem Film von Thea von Harbou und urteilte:

„Bei Hauptmann: Kampf zwischen Brutalität und Seele, bei Thea von Harbou: Spiel der Sentimentalitäten. Bei Hauptmann entspringt aus diesem Kampf gegen die Amoral die Weltflucht des Schwächeren, bei Thea von Harbou wird das Spiel zur bildhaften Plauderei. Bei Hauptmann unheroisches, posenloses Wort, bei Thea von Harbou filmischer Pomp.“

1927 kam die von Paul Graener komponierte zweiaktige Oper Hanneles Himmelfahrt in der Staatsoper Dresden zur Uraufführung. Sein Cousin Georg Gräner hatte dazu das Libretto auf der Grundlage von Hauptmanns Drama verfasst. Der österreichische Komponist Franz Mittler komponierte im Jahr 1931 die Bühnenmusik Hannele Matterns Himmelfahrt.